# Mouha ou Hammou Zayani
Mouha ou Hammou Zayani, también conocido como Moha ou Hamou al-Harkati Zayani (en árabe :موحى وحمو الزياني  , en tamazight: (ⵎⵓⵃⴰ ⵓⵃⵎⵎⵓ ⴰⵥⴰⵢⵢⵉ; c.1857-27 de marzo de 1921) fue un líder militar marroquí de origen amazigh. Encabezó la lucha armada contra las administraciones coloniales de Francia en el centro del país, e interpretó uno de los papeles más destacables en la resistencia bereber de la historia moderna de Marruecos. Fue célebre por la batalla de El Herí en 1914, en la que combatió a un gran contingente del ejército francés cerca de la ciudad de Jenifra, en el Atlas Medio. Los franceses habían rodeado previamente el campamento del líder de las tribus amazigh, con la intención de eliminarlo. Murió en 1921 durante una batalla contra el ejército francés, liderado por el General Poeymirau.

## Biografía

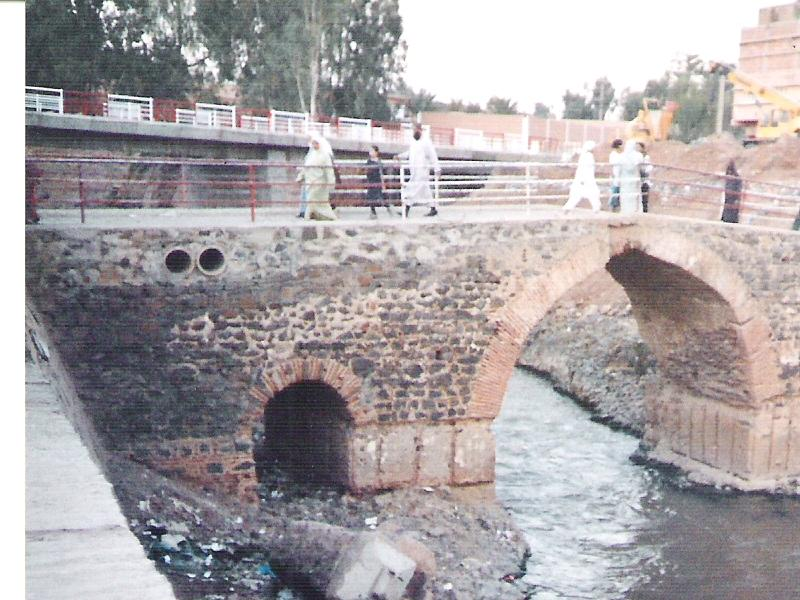
Puente de Jenifra

Mohamed Ben Hammo Ben Aqqa, nació alrededor de 1857 en una familia bereber de Amhzoun, perteneciente a la tribu Aït Harkat, una facción de la tribu Atlas Zayan. Dicha tribu se había instalado en las cercanías de la aldea de Al-Burj, y vivía de la cría de ganado y las tarifas de tránsito a través del puente y la torre de la localidad. Fue hijo de Moha (or Mouha) Ou Aqqa, el líder tribal de Aït Harkat.
Sin embargo, el crecimiento urbano y comercial que Jenifra presenció a finales del siglo XIX hizo que el papel de la aldea de Al Burj se redujera. Así, la tribu de los Aït Harkat, bajo el liderazgo de Hammo Ben Aqqa (padre de Mouha O Hammo), decidió apoderarse de Jenifra y controlar el comercio de la ciudad, así como su perímetro. Esto lo permitió construir una Qasba, símbolo de fuerza para su clan, y exportar su influencia progresivamente a algunas de las tribus Zayan, tras varios conflictos. Mouha O Hammo sucedió a su tío Said Ben Aqqa (quien murió en una batalla contra la tribu rival de los Ichkern) como líder de las tribus Zayan.
Mouha O Hammo pudo afianzar su influencia sobre su clan y todas las tribus Zayan. Después ejerció una importante autoridad gracias a su sentido político y su capacidad para unir y organizar a las tribus, liderando las batallas contra los forajidos. Aunque logró tenerlas bajo su control, Mouha temía que las tribus pudieran rebelarse contra él en cualquier momento, por lo que buscó darle más legitimidad a su liderazgo a través de una alianza con el sultán alauí Hassan I.

## Mouha el líderMajzén

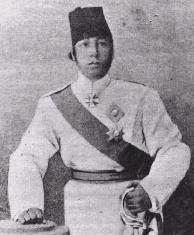
sultán Abd al-Aziz

Tras la derrota de Isly contra Francia en 1844 y la derrota de Tetuán en 1860 contra España, Marruecos perdió su prestigio internacional y se convirtió en el centro de las ambiciones de varios países. El Majzén marroquí se encontraba en una situación económica frágil, por un lado, había perdido los ingresos de las aduanas frente a los países vencedores, por otro,algunas tribus evadían pago de sus impuestos y extendían esta práctica a todos sus protegidos. Además, los planes coloniales comenzaron a vislumbrarse en el horizonte, y era imperativo que El Majzén uniera Marruecos para enfrentarlos. Una situación que llevó al sultán a explotar las calificaciones de Mouha o Hammo para subyugar las tribus rebeldes del Atlas Medio.
Mouha o Hammo fue nombrado caíd de Zayan en 1886 por el sultán Moulay El Hasán I. También se le proporcionó una división del ejército de Majzén, que constaba de trescientos soldados y tres cañones. El líder se había convertido en el representante del Sultán y del Majzén, y trabaja en el marco de la legalidad. La autoridad que ejercía sobre las tribus derivaba del Sultán, así como la guerra contra los rebeldesy los impuestos que recaudaba en el nombre del Majzén.
El Caíd  Mouha o Hammo utilizó a los soldados Majzén que el sultán puso a su disposición para expandir su influencia. Al poco tiempo participó en las batallas de la zona conocida como Blad Siba, donde venció a las tribus que se le oponían, como la de Aït Bouho, Aït Jouya y Aït Bouhmad. Tras la contienda, había obtenido el control completo sobre todas las tribus de Zayan.
Fuera de Zayan, Mouha o Hammo se enfrentó a sus oponentes en el sur, los Ichkern y los Aït Sojman. Luego, las batallas se trasladaron al norte para combatir a Sharif Moulay Abdel Wahed Al Amrani, pero Mouha o Hammo se vio obligado a pedir ayuda al Majzén. La batalla se saldó con la derrota de Sharif Al Amrani, quien falleció al ser alcanzado por una bala y cuya muerte provocó la huida en desbandada de sus partidarios.

## Mouha, el consejero delsultán

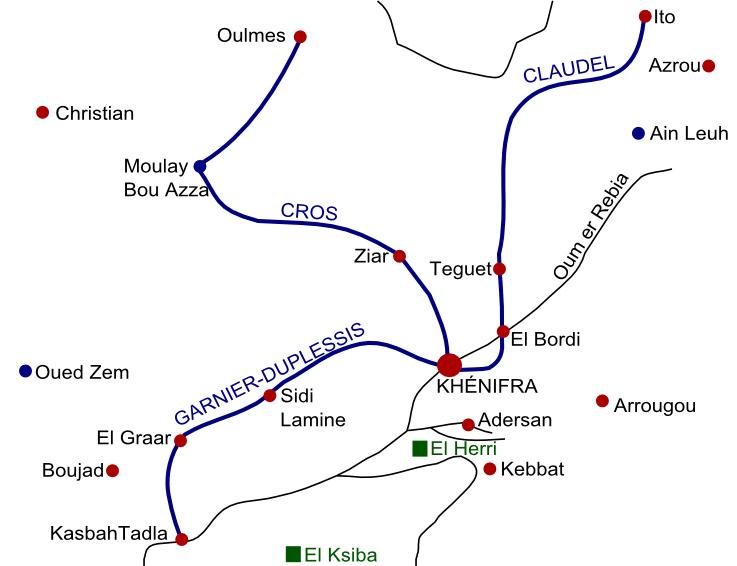
Los franceses atacaron Jenifra desde tres lados

Mouha o Hammo acompañó al Sultán en una campaña militar disciplinaria contra las tribus Aït Sojman en el año 1887. Después se convirtió en el consejero del Sultán sobre asuntos del Atlas Medio. El Sultán le dio la autoridad para nombrar Caídes tribales en esta región. Gracias al apoyo del Majzén, el área de influencia del líder Zayani se expandió, para incluir, además del territorio de Zayan, otras tribus que se extendían al este y al oeste en las montañas que rodean la ciudad de Jenifra.
El Sultán Hassan I murió repentinamente en 1894 durante una campaña del Majzén para someter a algunas de las tribus rebeldes de las montañas del Atlas. Su hijo, el sultán Abd al-Aziz, asumió el gobierno de Marruecos (1894-1908) a la edad de 14 años. En ese momento, las potencias coloniales se habían reunido en la Conferencia de Algeciras de 1906.En el año 1912, Marruecos firmó el contrato de protección en el Tratado de Fez.

## Mouha, león de las montañas

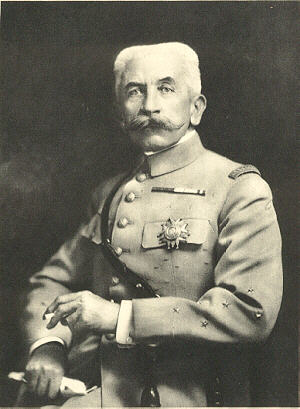
El residente general francés Lyautey

La resistencia de Mouha o Hammo Zayani contra el colonizador francés se inició temprano, en la primera década del siglo XX, es decir, antes de la imposición del Protectorado en Marruecos. Así, libró una serie de batallas contra Francia durante la guerra francesa de Marruecos fuera del territorio Zayan en las áreas de Zemmour, Shauía y otras.
Después de algunas batallas en la región de Tadla, Mouha se retiró a la ciudad de Jenifra, se alió con las tribus vecinas del Atlas y formó un gran ejército a pesar de la falta de equipamiento, armas y suministros. El residente general francés, Lyautey, y antes que él, el jefe del campamento francés en Mequinez, intentaron cooptar a Mouha o Hammo Zayani a través de figuras eminentes en el Majzén, incluso  le sobornó con valiosos obsequios en vano. Ante este fracaso, las fuerzas francesas, lideradas por el general Henres, decidieron librar una guerra para eliminarlo y neutralizar las tribus bereberes, especialmente la tribu Zayan.

## La batalla del Herí
La mayor victoria que logró Mouha o Hammo Zayani fue la que obtuvo en la Batalla de El Herí (13 de noviembre de 1914), que se hizo eco tanto Marruecos como en Francia. La batalla fue catastrófica para los franceses, que sufrieron muchas bajas y pérdida de equipamiento frente al líder Zayani.

Se puede decir que la batalla del Herí de Mouha o Hammo Zayani y las tribus de Jenifra, fue un episodio importante en la lucha contra el colonialismo en la historia universal y de Marruecos.

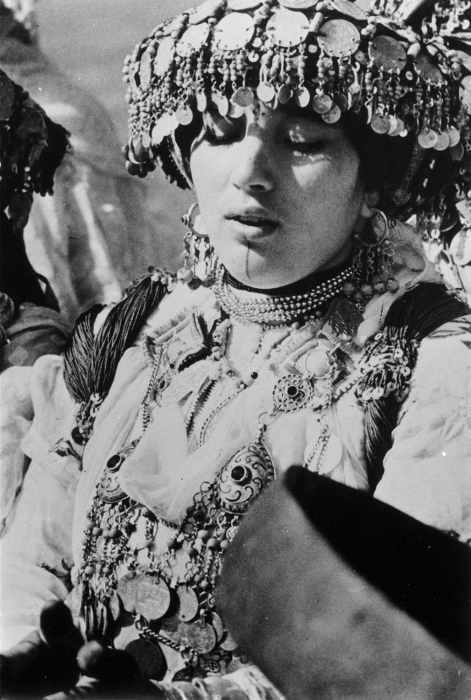
Mujer Zayana

## Mouha el mártir
Así, Mouha o Hammo continuó luchando en las llanuras de Jenifra y sobre las orillas del Río Oum Er-Rbia hasta que cayóen la batalla de Azlak Netzmort, en el monte Taoujcalt el 27 de marzo de 1921.
Su esposa Zayana expresó sentimientos de amargura y tristeza tras su muerte. Cuentan las fuentes mencionan que el resto de las mujeres también lloraban sus rostros por la muerte de quien se había convertido un héroe para su comunidad.
Su nieta Lalla Latifa Hammou fue la esposa del rey Hasán II de Marruecos.